# Vročica oropuče
Vročica oropuče (tudi izvorno oropouche) je akutna tropska vročinska bolezen v Srednji in Južni Ameriki, ki jo povzroča virus oropuče iz rodu Orthobunyavirus, na človeka se prenaša z ugrizom mušic vrste Culicoides parensis, naravni rezervoar so lenivci, pa tudi nekateri prvaki in ptice. Bolezen je dobila ime po močvirnati regiji Oropouche v Trininadu, kjer so virus prvič odkrili in ga leta 1955 osamili.
Vročica oropuče je endemična na območju Amazonke, podatki pa nakazujejo, da se širi po Južni in Osrednji Ameriki. Od odkritja virusa leta 1955 so poročali o več kot 30 izbruhih bolezni v državah, ki vključujejo Brazilijo, Peru in Panamo; skupno je bilo doslej diagnosticiranih več kot pol milijona primerov. Posamezne primere so odkrili tudi v času med izbruhi.
Bolezenski znaki in simptomi so podobni kot pri dengi, ziki ali čikungunji. Simptomi so običajno blagi, pojavi pa se 3 do 8 dni po okužbi. Najpogosteje se pojavijo vročina, glavobol, bolečine v sklepih in mišicah; možni pa so tudi izpuščaj, fotofobija (preobčutljivost za svetlobo), slabost in bruhanje. Bolezen praviloma sama izzveni, in sicer okuženi okreva v 2 do 7 dneh. Lahko pa pride tudi do hudega poteka bolezni, pri čemer je prizadeto osrednje živčevje s simptomi meningitisa in encefalitisa ter nagnjenost h krvavitvam.
Vročica oropuče velja za zapostavljeno tropsko bolezen in hkrati za tropsko bolezen v porastu. O epidemiologiji, patogenezi in naravnemu poteku bolezni je zaenkrat malo znanega. Ne poznamo specifičnih zdravil za zdravljenje in tudi ne obstaja cepivo, ki bi ščitilo pred okužbo.

## Znaki in simptomi
Vročica oropuče pri okoli 40 % okuženih poteka brezsimptomno; pri simptomatskih bolnikih pa se kaže kot akutna vročinska bolezen; vročina nastopi nenadoma, kasneje pa sledijo še drugi simptomi. Inkubacijska doba (čas od okužbe oziroma pika okužene žuželke do pojava prvih simptomov) traja od 3 do 8 dni.
Vročica je najpogostejši simptom in se pojavi pri domala vseh simptomatskih bolnikih. Telesna temperatura lahko naraste do 40 °C. Drugi simptomi zajemajo mrzlico, glavobol, bolečine v sklepih in mišicah, omotico, fotofobijo, slabost, bruhanje, bolečine v zgornjem delu trebuha in izpuščaj. Kot pri dengi se lahko tudi pri vročici oropuče pojavijo izpuščaj, podoben kot pri rdečkah, okužba veznice in bolečina za očmi. Prvotna vročinska epizoda traja okoli 7 dni, se pa pogosto zgodi, da se nato simptomi v manj izraženi obliki ponovijo. Raziskave so pokazale, da se ponovitev simptomov zgodi pri okoli 60 % primerov okuženih. Utrujenost in oslabelost lahko vztrajata tudi do enega meseca.
Pri hudem poteku, ki se občasno pojavljajo zlasti med večjimi izbruhi bolezni, lahko pride do prizadetosti osrednjega živčevja, ki se kaže s simptomi meningitisa in encefalitisa, kot so hud glavobol, omotica, otrdel vrat, dvojni vid, nistagmus (nehotni gibi zrkel) in  nekoordinirani gibi; povzročitelj je v teh primerih dokazljiv v možgansko-hrbtenjačni tekočini. Pri okoli 15 % primerov s hudim potekom okužbe opisujejo tudi nagnjenost h krvavitvam. Smrtni izid je zelo redek. Julija 2024 so prvič v zgodovini poročali o dveh smrtnih primerih, in sicer pri mlajših brazilskih ženskah, ki sicer nista imeli sobolezni.

### V nosečnosti
Julija 2024 so med izbruhom vročice oropuče v Braziliji z brazilskega ministrstva za zdravje sporočili, da so se ženskam, ki so bile med nosečnostjo okužene, rodili štirje novorojenci z mikrocefalijo. Poročali so tudi o smrtnih izhodih pri plodih, pri katerih je možen vzrok vertikalni prenos okužbe z noseče matere.

## Epidemiologija
Virus so odkrili leta 1955 pri gozdarju z vročinsko boleznijo iz vasi v bližini reke Oropouche v državi Trinidad in Tobago. Od odkritja virusa leta 1955 so poročali o več kot 30 izbruhih bolezni v državah, ki vključujejo Brazilijo, Peru in Panamo; skupno je bilo doslej diagnosticiranih več kot pol milijona primerov. Bolezen se pojavlja v razmeroma pogostih in hitro potekajočih epidemijah. V brazilskem predelu Amazonije je vročica oropuče druga najpogostejša virusna bolezen za dengo; v preteklih desetletjih je bilo tam več izbruhov in skupno okoli 263.000 primerov okužb – približno polovica od tega med letoma 1978 in 1980. Bolezen je sicer endemična na območju Amazonke, podatki pa nakazujejo, da se širi po Južni in Osrednji Ameriki. Pred letom 2000 so o izbruhih poročali poleg Brazilije še v Panami in Peruju, okužbo pri živalih pa so zaznali tudi v Kolumbiji in na Trininadu. V zadnjih 25 letih pa so o primerih poročali še iz Bolivije, Kolumbije, Ekvadorja, Francoske Gvajane, pri enem otroku pa so bolezen odkrili tudi na Haitiju. Leta 2023 so zaznali širjenje bolezni v Latinski Ameriki, tudi v predelih, ki sicer niso veljali za endemične. V letu 2024 so poročali v Braziliji o porastu okužb; poročali so tudi o dveh smrtnih izidih pri nenosečih ženskah, ki sta bili sicer zdravi. Marca 2024 so o prvem izbruhu bolezni poročali tudi iz Kube.

## Preprečevanje
Vročica oropuče se pojavlja v izbruhih, tako da je verjetnost okužbe izven obdobja izbruha majhen tudi na sicer endemičnih območjih in kjer so prisotni komarji in mušice, ki sicer prenašajo povzročitelja. Med preprečevalne ukrepe spadata zatiranje mušic (na primer z ustreznimi insekticidi ) oziroma preprečevanje njihovega razmnoževanja (na primer z zmanjševanjem naravnih in umetnih vodnih habitatov, v katerih se sicer razvijajo mušičje ličinke) in preprečevanja stika mušic z ljudmi (uporaba odganjal, zaščitnih mrež ter ustreznih oblačil).
Cepivo ni na voljo.

## Zdravljenje
Specifična protivirusna zdravila za zdravljenje vročine oropuče ne obstajajo. Priporoča se simptomatsko zdravljenje, ki vključuje uporabo protibolečinskih zdravil za lajšanje bolečin, uporabo protivročinskih zdravil za zbijanje vročine in nadomeščanje tekočin za preprečevanje oziroma zdravljenje dehidracije. Uporaba aspirina in drugih nestreroidnih protivnetnih zdravil se odsvetuje, dokler ni izločena diagnoza denge. Priporoča se tudi počitek. Ribavirin se ni izkazal za učinkovitehga in njegova uporaba se ne priporoča.
Bolnike, pri katerih se pojavi huda oblika okužbe, je treba hospitalizirati ter v bolnišnici skrbno opazovati in jim nuditi podporno zdravljenje.